# Přívoz Branov-Luh – Nezabudice

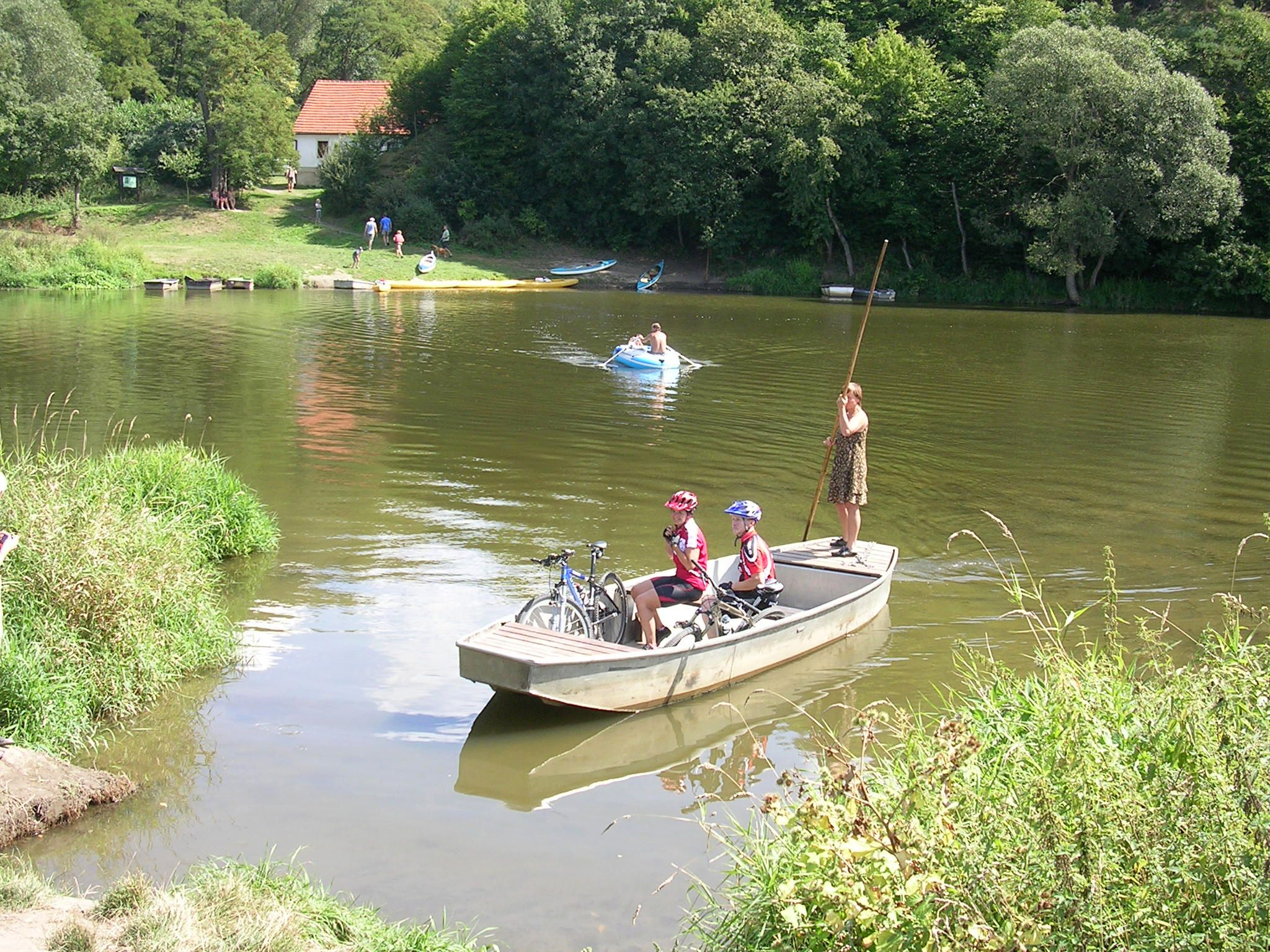
Pohled z nezabudické strany, k níž přistává převozní loďka, směrem k Luhu

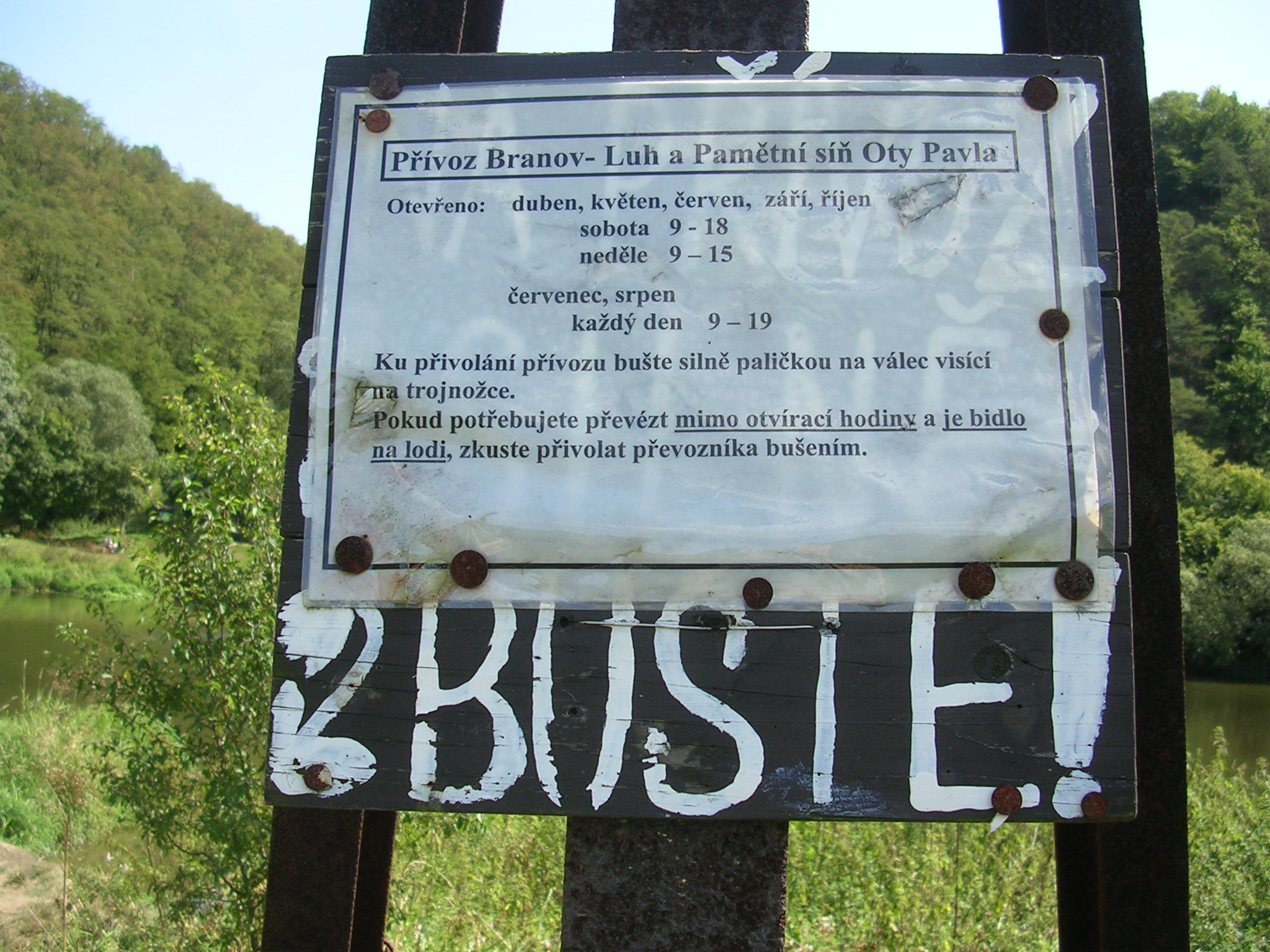
Jízdní řád s pokyny pro přivolání lodě na nezabudické straně

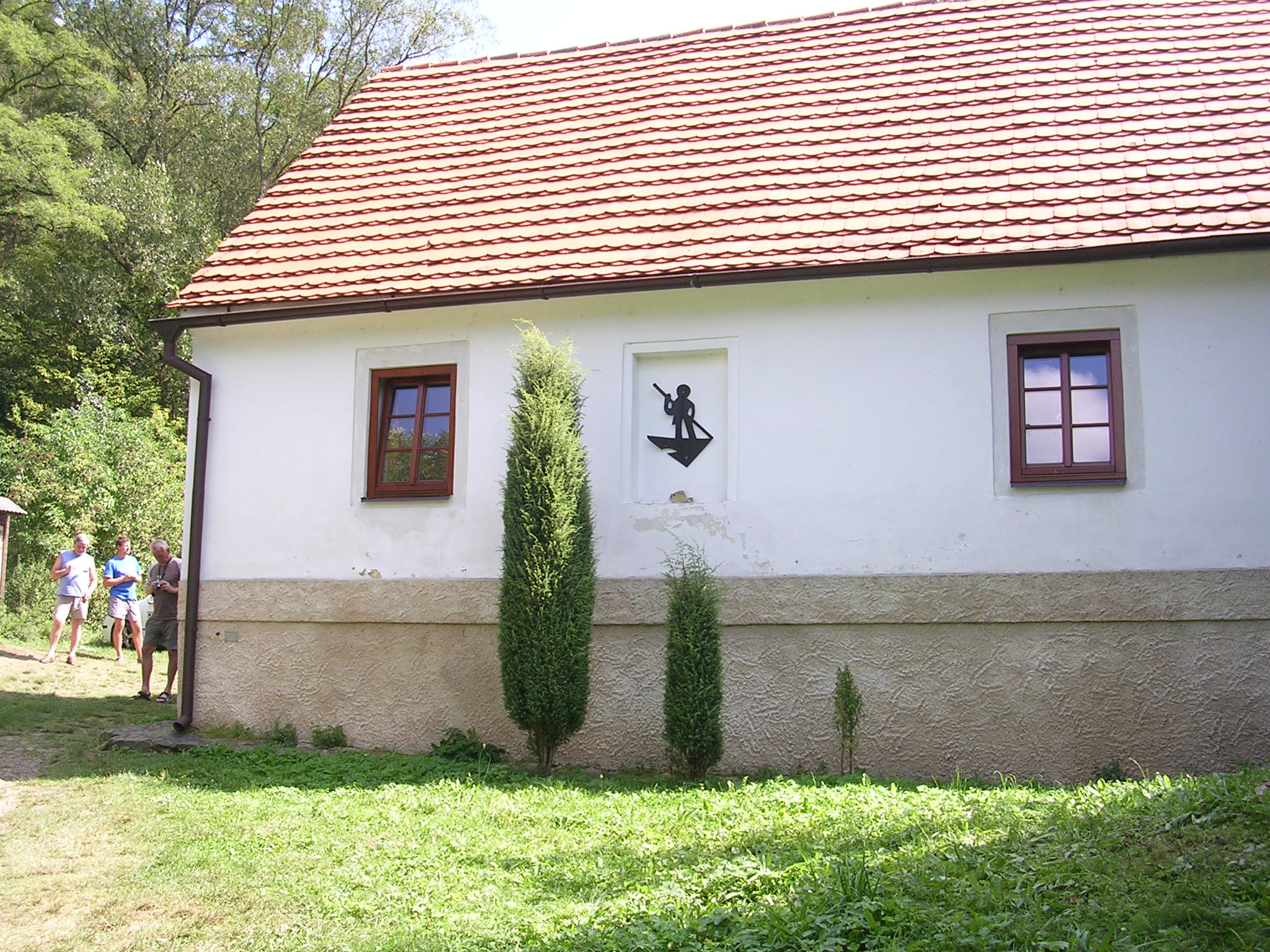
Převoznický domek č. p. 13 v Luhu

Přívoz Branov-V Luhu – Nezabudice spojuje levý břeh Berounky nedaleko Nezabudic (asi 0,7 km od vesnice) s pamětní síní Oty Pavla V Luhu, spadající pod obec Branov. Přívoz se nachází na řece asi 7 km nad Křivoklátem.
Převáží se na bezmotorové duralové pramici poháněné odpichováním bidlem. Majitelem je obec Branov, muzeum sídlí v budově přívozu. O letních prázdninách je v provozu denně od 9 do 19 hodin, od dubna do června a od září do října je v provozu pouze o víkendech, a to od 9 hodin, o sobotách do 18 hodin, o nedělích jen do 15 hodin.

## Historie
Přívoz byl zřízen v polovině 17. století v souvislosti s tím, Kryštof Kytner postavil roku 1651 první ze dvou uhlířských chaloupek v Luhu. V roce 1872 domek vzala povodeň, ale o rok později jej jeho držitel pan Donda obnovil, a to již na nynějším místě. Podle jiného zdroje je přívoz v provozu od začátku 20. století.
V roce 1914 byl přívoz pronajat Václavu Proškovi, od roku 1922 zde působil František Štiller a následně v letech 1928–1944 Karel Prošek, o němž psal Ota Pavel. Dále jsou v pramenech zaznamenáni převozníci Václav Vlk, pan Škabrada, Karel Pelc, Václav Jakubec (1955–1956), Albín Neubert, Karel Pelc, důchodce Jan Müller. V letech 1975–1978 převážela Marie Vlková, která však nebydlela v převozním domku, ale v Luhu, a do roku 1978, kdy byl provoz na léta přerušen, převážel pan Šeremeta.
V roce 1986 pustil Ivo Brůžek s kamarády přestavbu převozního domku na muzeum a od jeho otevření v létě 1990 až do roku 1995 byl též hlavním převozníkem. Poté až do své tragické smrti v roce 2001 převážel Zdeněk ´Kovák´ Veselý. Po něm pamětní síň i přívoz převzala Libuše Vosátková s kamarády.
Současnými převozníky jsou Libuše Vosátková a Jiří Vosátka z Nového Strašecí, vypomáhají Luboš a Iva Dvořákovi, Karel Filip, Jiří Nagy, Tonda Hrubeš, Václav Prošek (vnuk převozníka Proška působícího před 2. světovou válkou), Jiřina Raichová.